# Ṛbhu
Il termine maschile sanscrito Ṛbhu (devanāgarī: ऋभु; lett. "artista", "abile artigiano") indica, in quel contesto religioso, il nome collettivo di tre esseri semidivini, i fratelli Ṛbhu, Vāja e Vibhavan (anche Vibhu). Il nome collettivo prende quindi il nome del fratello maggiore. Questi tre fratelli erano i figli di Sudhavan, questi discendente di Aṅgiras. 
Lo stesso termine, ma in qualità di epiteto, indica Indra, Agni, Tvaṣṭṛ e gli Āditya. 